# Evangelisches Gymnasium am Dom zu Brandenburg
Das Evangelische Gymnasium am Dom zu Brandenburg ist ein Gymnasium in Dom (Brandenburg an der Havel).

## Geschichte

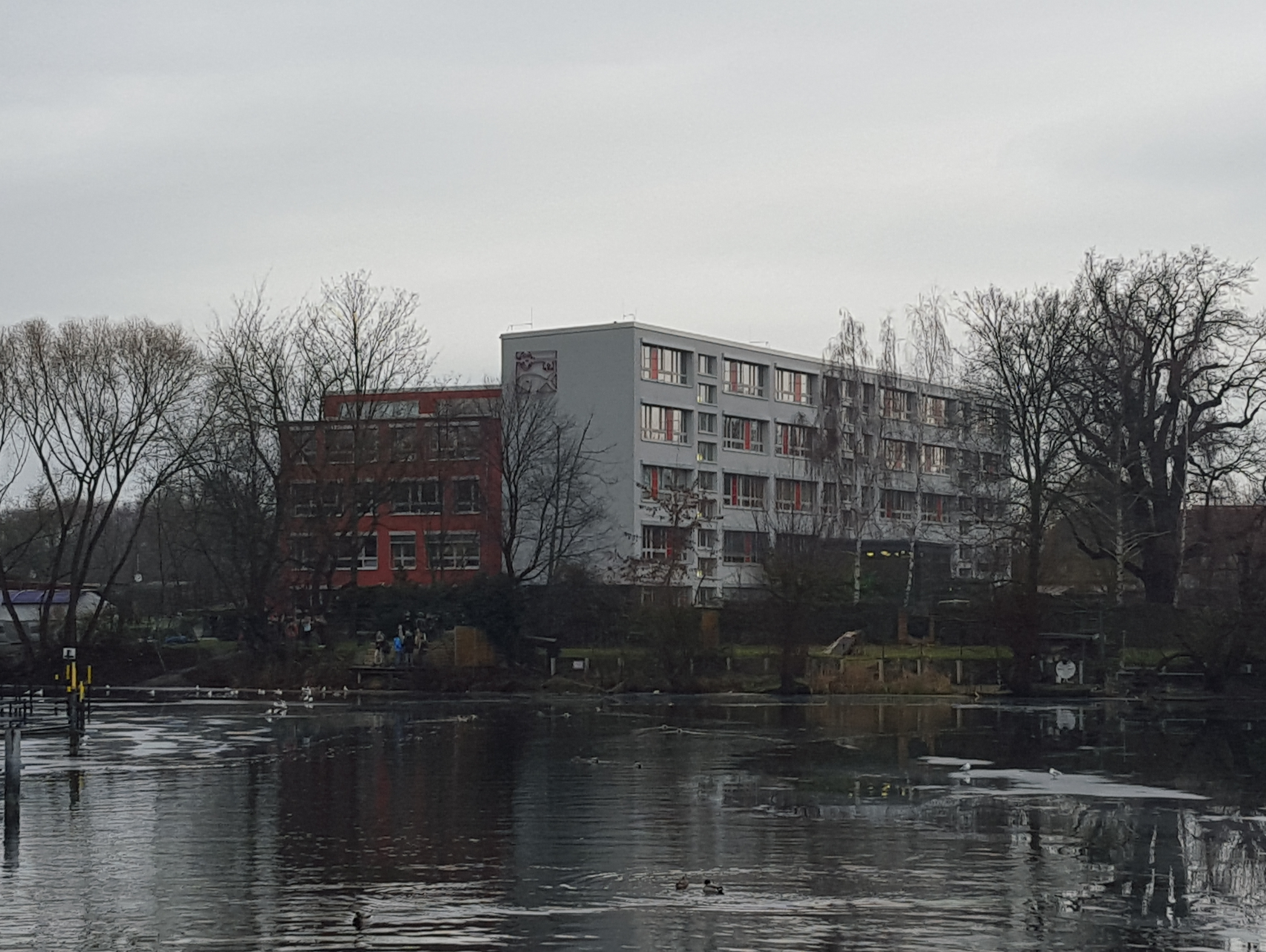
Schulhaus

Das Domgymnasium soll an die Tradition der Ritterakademie Brandenburg, einer Bildungseinrichtung, die über mehrere Jahrhunderte bestand, anknüpfen. Nachdem 2000 die Evangelische Grundschule den Schulbetrieb aufgenommen hatte, wurden 2006 das Gymnasium gegründet, und die ersten Schüler konnten zu Beginn des Schuljahres 2006/2007 wechseln. Die Schule wurde als reformpädagogische gebundene Ganztagsschule konzipiert.
Das Domgymnasium wurde in den Räumen der Domkietzschule, einem im Typenschulbau errichteten Plattenbau, in der Nähe von St. Peter und Paul (Brandenburg an der Havel) angesiedelt. Zur Zeit der DDR bestand dort die Polytechnische Oberschule „Dr. Theodor Neubauer“. Weitere Schulen folgten nach der politischen Wende und Neustrukturierung der Schullandschaft in Brandenburg. Der Umbau des Schulgebäudes kostete etwa 2,5 Millionen Euro.
Für das Engagement im Bereich des globalen Lernens wurde das Gymnasium 2016 und 2018 vom EPIZ Berlin als Faire Schule ausgezeichnet.

## Unterricht
Die Schule hat ein evangelisches Profil und einen musikalischen Schwerpunkt, so gibt es eine Chor- und eine Bläserklasse. Durch seine unmittelbarer Nähe zur Havel kann das Domgymnasium auch sportliche Aktivitäten wie Kanu und Rudern anbieten.

## Bekannte Lehrer und Schüler
- Ronja Fini Sturm: U23-Weltmeisterin 2014, Vizeeuropameisterin 2015 und WM-Bronzemedaillengewinner 2018 im Rudern